# 胡蝶定理

胡蝶定理（こちょうていり、英: butterfly theorem）は、ユークリッド幾何学における古典的な結果である。ウィリアム・ウォレスによってはじめて提起されたとされる。この定理は次のように述べられる:p. 78。
胡蝶定理 ―  弦 PQ の中点を M とし、M を通る二つの弦 AB, CD をひき、AD, BC が PQ と交わる点をそれぞれ X, Y とする。このとき M は XY の中点である。

## 証明
形式的な証明を以下に述べる。
XX', XX'' をそれぞれ X から AM, DM に下ろした垂線とし、同様に YY', YY'' をそれぞれ Y から BM, CM に下ろした垂線とする。
∠MX'X = ∠MY'Y = 90° かつ ∠X'MX = ∠Y'MY （対頂角）であるから △MXX' と △MYY' は相似。従って次式が成り立つ。
{\displaystyle \mathrm {{MX \over MY}={XX' \over YY'}} }
同様に △MXX'' と △MYY'' も相似であるので、次式が成り立つ。
{\displaystyle \mathrm {{MX \over MY}={XX'' \over YY''}} }
∠AX'X = ∠CY''Y = 90° かつ ∠XAX' = ∠YCY'' （円周角の定理） であるから △AXX' と △CYY'' は相似。従って次式が成り立つ。
{\displaystyle \mathrm {{XX' \over YY''}={AX \over CY}} }
同様に △DXX'' と △BYY' も相似であるので、次式が成り立つ。
{\displaystyle \mathrm {{XX'' \over YY'}={DX \over BY}} }
以上の式より
{\displaystyle \mathrm {\left({MX \over MY}\right)^{2}={XX' \over YY'}{XX'' \over YY''}} }
{\displaystyle \mathrm {\qquad \qquad \;={AX\cdot DX \over CY\cdot BY}} }
{\displaystyle \mathrm {\qquad \qquad \;={PX\cdot QX \over PY\cdot QY}} }　（∵方べきの定理）
{\displaystyle \mathrm {\qquad \qquad \;={(PM-XM)\cdot (MQ+XM) \over (PM+MY)\cdot (QM-MY)}} }
{\displaystyle \mathrm {\qquad \qquad \;={(PM)^{2}-(MX)^{2} \over (PM)^{2}-(MY)^{2}}\quad (\because PM=MQ)} }
となり、ゆえに
{\displaystyle \mathrm {{(MX)^{2} \over (MY)^{2}}={(PM)^{2}-(MX)^{2} \over (PM)^{2}-(MY)^{2}}} }
であるから、MX = MY 即ち M が XY の中点であることが従う。
このほか射影幾何学を用いた証明も存在する。

## 一般化

シャリーギンの一般化

イーゴリ・フェドロヴィッチ・シャリーギンは次の一般化を示した。
円の弦AB上に、AM = BNを満たすように点M, Nを取る。それぞれM, Nを通る弦PQ, RSを描く。それぞれ弦PR, SQがABと交わる点をL, Kとすれば、AK = BLが成立する。